# Warner Bros. Animation
Warner Bros. Animation (nota anche come Warner Bros. Pictures Animation per i film cinematografici) è la divisione per l'animazione della Warner Bros., una sussidiaria della Warner Bros. Discovery.
Lo studio fu fondato nel 1933 come Leon Schlesinger Productions, una società indipendente che produceva le popolari serie di cortometraggi animati Looney Tunes e Merrie Melodies per la distribuzione da parte della Warner Bros. Nel 1944, Leon Schlesinger vendette lo studio alla WB, che continuò a gestirlo come Warner Bros. Cartoons fino al 1963. In questo periodo, esso divenne uno degli studi di animazione di maggior successo dell'età d'oro dell'animazione americana. I personaggi presenti nei suoi cartoni animati, tra cui Bugs Bunny, Daffy Duck, Porky Pig, Speedy Gonzales, Foghorn Leghorn, Pepé Le Pew, Silvestro, Titti, Wile E. Coyote e Beep Beep, sono tra i più famosi e riconoscibili del mondo. Molti dei membri del personale creativo dello studio, tra cui registi e animatori come Chuck Jones, Friz Freleng, Robert McKimson, Tex Avery, Robert Clampett e Frank Tashlin, sono considerati importanti figure dell'arte e della storia dell'animazione tradizionale. Dopo una prima chiusura dello studio nel 1963, le serie Looney Tunes e Merrie Melodies furono brevemente subappaltate alla DePatie-Freleng Enterprises dal 1964 al 1967. In tale anno la Warner Bros. Cartoons riaprì brevemente, prima di chiudere nuovamente i battenti due anni dopo.
Lo studio fu rifondato da Hal Geer con il nuovo nome di Warner Bros. Animation nel 1980, per la produzione di opere correlate ai Looney Tunes. Dal 1990, la Warner Bros. Animation si è concentrata principalmente sulla produzione di animazione televisiva, direct-to-video e cinematografica incentrata su altre proprietà, in particolare su quelle relative alle pubblicazioni DC Comics, di proprietà della Time Warner.

## Storia

### 1930-1933: Harman-Ising Productions
Tra il 1930 e il 1931 Harman e Ising creano le serie di cortometraggi animati Looney Tunes e Merrie Melodies. Le due serie animate sono prodotte per Leon Schlesinger all'Harman-Ising Studio sull'Hollywood Boulevard di Hollywood, mentre la Warner Bros. distribuisce i film nelle sale. Il primo personaggio Looney Tunes è Bosko. Benché sia popolare tra il pubblico dei cinema, esso non raggiungerà mai la popolarità di Topolino o di Betty Boop. Nel 1933 Harman e Ising si separano da Schlesinger per controversie finanziarie, e portano Bosko con loro alla Metro-Goldwyn-Mayer. Di conseguenza, Schlesinger istituisce un proprio studio sul lotto Warner Bros. del Sunset Boulevard di Hollywood.

### 1933-1944: Leon Schlesinger Productions
Lo studio di Schlesinger ha un inizio lento, continuando le Merrie Melodies e introducendo un rimpiazzo per Bosko chiamato Buddy nelle Looney Tunes. L'ex animatore Disney Tom Palmer è il primo regista senior dello studio, ma dopo che i suoi primi tre cartoni sono considerati di qualità inaccettabile e respinti dallo studio, l'ex animatore della Harman-Ising Friz Freleng viene chiamato a sostituire Palmer e rielaborarli. Lo studio poi costituisce la struttura a tre unità che avrebbe mantenuto per gran parte della sua storia, con una delle unità capeggiata da Ben Hardaway, e l'altra da Earl Duvall, che l'anno successivo lascia il posto Jack King.
Nel 1935 Freleng dirige il cartone animato Merrie Melodies Piccoli artisti, che introduce il personaggio di Porky Pig. Hardaway e King se ne vanno, e il nuovo arrivo Tex Avery si prende cura della creazione di Freleng. Avery dirige una serie di cartoni animati con protagonista Porky Pig che instaurarono il personaggio come prima stella autentica dello studio. Inoltre Schlesinger sposta gradualmente i cartoni Merrie Melodies dal bianco e nero al Technicolor a due strisce nel 1934 e, infine, al pieno Technicolor a tre strisce nel 1936. I cartoni Looney Tunes saranno ancora in bianco e nero fino al 1943.
A causa dello spazio limitato nell'edificio Schlesinger al 1351 N. Van Ness sul lotto Warner del Sunset, Avery e la sua unità – tra cui gli animatori Robert Clampett e Chuck Jones – vengono trasferiti in un piccolo edificio da un'altra parte del lotto, che Avery e la sua squadra affettuosamente soprannominano "Termite Terrace". Anche se l'unità di Avery si sposta fuori dall'edificio un anno dopo, "Termite Terrace" diventerà in seguito una metonimia per il classico dipartimento di animazione della Warner Bros. in generale, anche per anni dopo che l'edificio è stato abbandonato, condannato e abbattuto. Durante questo periodo, quattro cortometraggi sono esternalizzati allo studio di Ub Iwerks; tuttavia, Iwerks faticò ad adattare il suo stile al tipo di umorismo che l'animazione Warner Bros. ha sviluppato all'epoca, e così Clampett lo sostituisce come regista (usando il personale di Iwerks) per gli ultimi due cartoni animati in outsourcing. Schlesinger è così impressionato dal lavoro di Clampett nei corti che gli affidò una quarta unità, anche se per motivi fiscali era tecnicamente uno studio separato guidato dal cognato di Schlesinger, Ray Katz.

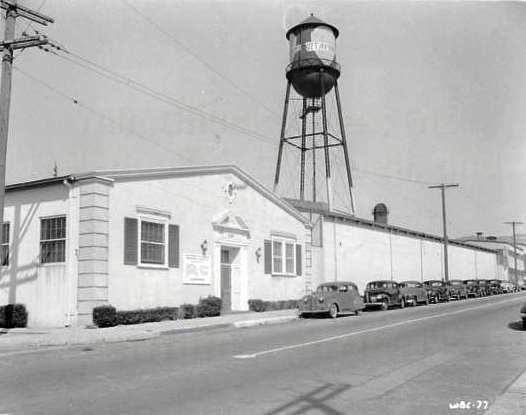
La Leon Schlesinger Productions nei primi anni quaranta

Dal 1936 al 1944, registi e animatori quali Freleng, Avery, Clampett, Jones, Arthur Davis, Robert McKimson e Frank Tashlin lavorano allo studio. Durante questo periodo, questi creatori introducono alcuni dei più popolari personaggi dei cartoni animati fino ad oggi, tra cui Daffy Duck (nel 1937 con Caccia alle anatre di Avery), Taddeo (nel 1940 con Elmer fotografo di Jones), Bugs Bunny (sempre nel 1940 con Caccia al coniglio di Avery) e Titti (nel 1942 con Due gatti contro Titti di Clampett). Avery lascia lo studio nel 1941 a seguito di una serie di controversie con Schlesinger, che poco dopo chiude lo studio per due settimane a causa di uno sciopero minore simile a quello più noto che si verifica alla Disney; questa volta Schlesinger perde quasi tutti i suoi dipendenti dell'unità di Avery. Clampett e molti dei suoi animatori principali rilevano l'ex unità di Avery, mentre la posizione di Clampett come direttore dello studio Schlesinger-Katz fu presa da Norm McCabe; McCabe a sua volta dura appena un anno prima di essere arruolato, e Frank Tashlin torna allo studio per prenderne il posto.
Nel 1942 lo studio di Schlesinger supera la Walt Disney Productions come il produttore di maggior successo di corti animati negli Stati Uniti. Per tre anni lo studio produce una serie di film per l'esercito degli Stati Uniti a sostegno dei suoi sforzi nella seconda guerra mondiale. Sotto il comando della First Motion Picture Unit della United States Air Force, guidata per un paio di anni dal maggiore Theodor Seuss Geisel (meglio conosciuto come Dr. Seuss), lo studio produce le serie Private Snafu (con la Walter Lantz Productions) e Mr. Hook per l'intrattenimento dei militari.

### 1944-1964: Warner Bros. Cartoons
Nel 1944 Schlesinger cede il suo studio ai fratelli Warner che ribattezzano l'azienda Warner Bros. Cartoons, Inc., ed Edward Selzer (che secondo Jones e Freleng non ha alcun senso dell'umorismo o apprezzamento dei cartoni animati) fu nominato dalla Warner Bros. come il nuovo capo dello studio di animazione dopo il pensionamento di Schlesinger. Nell'estate dello stesso anno Frank Tashlin se ne va, così come fa Robert Clampett l'anno successivo. L'unità di Tashlin viene rilevata da Robert McKimson, mentre quella di Clampett da Arthur Davis. Sebbene ereditando la maggior parte dei loro staff, queste unità sono le meno note tra le quattro, oltre ad avere budget più bassi di quelli di Jones e Freleng. Nel 1948 lo studio trasloca a un edificio più grande sul lotto di Sunset Boulevard. L'unità separata di Davis viene sciolta l'anno successivo, quando lui diventa un animatore per Freleng.
Le star animate della Warner Bros. create dopo l'abbandono di Schlesinger includono Pepé Le Pew (nel 1945 con Il gatto puzzola di Jones), Yosemite Sam (sempre nel 1945 con La lepre pistolera di Freleng), Silvestro (nello stesso anno Vita da piume di Freleng), Foghorn Leghorn (nel 1946 con La gallina, questa sconosciuta di McKimson), Willy il Coyote e Beep Beep (nel 1949 con Lavato e stirato di Jones) e Speedy Gonzales (nel 1953 con Gonzales e Rififì di McKimson). Negli anni successivi, altri personaggi minori come Rocky e Mugsy di Freleng, Marvin il Marziano di Jones e il Diavolo della Tasmania di McKimson diventano significativamente popolari.
Dopo che il verdetto sul caso antitrust del 1948 Stati Uniti contro Paramount Pictures concluse la pratica di "block booking", la Warner Bros. non costrinse più i cinema a comprare i loro lungometraggi e cortometraggi insieme come pacchetti; i corti sono costretti ad essere venduti separatamente. I proprietari dei cinema non sono disposti a pagare tanto per cortometraggi animati, e di conseguenza verso la fine degli anni cinquanta i budget alla Warner Bros. Cartoons si restringono. Selzer impone un rigoroso programma di produzione di cinque settimane su ogni cortometraggio (almeno un regista, Chuck Jones, inganna il sistema spendendo più tempo su cartoni speciali come Cane all'opera che su produzioni più semplici come quelle su Wile E. Coyote e Beep Beep, facendo in modo che i suoi collaboratori falsifichino i loro cartellini). Con meno soldi per l'animazione piena, gli sceneggiatori – Michael Maltese, Tedd Pierce e Warren Foster – iniziano a concentrare più loro cartoni animati sul dialogo. Mentre gli sceneggiatori vengono assegnati ai registi in modo casuale negli anni trenta e quaranta, dagli anni cinquanta ogni sceneggiatore lavora quasi esclusivamente con un regista: Maltese con Jones, Foster con Freleng e Pierce con McKimson.
Con l'avvento della mania per il cinema tridimensionale nel 1953, la Warner Bros. teme che la produzione di cartoni animati in 3-D sia troppo costosa (uno solo viene prodotto in 3-D, Il gigante della montagna di Jones con protagonista Bugs Bunny). Il personale creativo si disperse (Jones, per esempio, va a lavorare alla Disney con La bella addormentata nel bosco, Maltese alla Walter Lantz Productions, e Freleng lavora in campo pubblicitario). Nel 1955 il personale trasloca in un impianto nuovo di zecca su lotto Warner Bros. principale a Burbank. L'emittente televisiva KTLA rileva la vecchia posizione dello studio a Van Ness; i vecchi Warner Sunset Studios sono oggi chiamati Sunset Bronson Studios.
Sempre nel 1955 la Warner Bros. cede il suo catalogo di corti in bianco e nero alla Guild Films. Il pacchetto comprende 191 cartoni animati che cominciarono ad essere trasmessi in televisione quell'anno.
Nel 1958 Selzer si ritira, venendo sostituito dal veterano direttore di produzione John Burton. La Warner Bros. perde anche il suo trio di sceneggiatori personali. Foster e Maltese trovano lavoro alla Hanna-Barbera, mentre Pierce lavora come freelance con il socio Bill Danch. John Dunn e Dave Detiege, entrambi ex della Disney, vengono assunti per sostituirli.
Durante il mandato di Burton, la Warner Bros. Cartoons si ramifica nella televisione. Nell'autunno del 1960 sulla ABC debutta The Bugs Bunny Show, un programma che propone in ogni puntata tre corti animati cinematografici, con nuove sequenze di raccordo a introdurre ogni corto. La trasmissione continuerà ad andare in onda sotto vari nomi e su tutte le tre principali reti fino al 2000. Tutte le versioni di The Bugs Bunny Show includono cartoni animati usciti dopo il 1948, poiché tutti i corti in Technicolor distribuiti prima di quell'anno sono già stati venduti alla Associated Artists Productions nel 1956.
David H. DePatie diventa l'ultimo dirigente in carica dello studio di animazione originale della Warner Bros. nel 1961, quando Chuck Jones scrive la sceneggiatura di un film UPA intitolato Musetta alla conquista di Parigi. Quando questo film viene acquistato dalla Warner Bros. per la distribuzione l'anno successivo, lo studio apprende che Jones aveva violato il suo contratto in esclusiva con la Warner e lo licenzia a luglio. La maggior parte dell'ex unità di Jones in seguito si riunisce con lui alla Sib-Tower 12 Productions per lavorare su una nuova serie di cartoni animati di Tom & Jerry per la Metro-Goldwyn-Mayer. Freleng lascia lo studio nel novembre del 1962, quattro mesi dopo il licenziamento di Jones, per lavorare alla Hanna-Barbera come direttore della storia sul film Yogi, Cindy e Bubu.
Alla fine del 1962, al culmine della popolarità della televisione e del declino del cinema, DePatie viene inviato a una riunione del consiglio a New York, e viene informato che lo studio di animazione st per essere chiuso. DePatie termina l'incarico entro dicembre del 1963. Anche se Chuck Jones è già stato licenziato nei primi mesi del 1962, aiuta l'incarico di DePatie dirigendo altri quattro cartoni animati con il suo ex gruppo. I corti sono Trattenete il respiro, Matto come un coniglio marziano, Il conte succhiasangue e L'invincibile Beep Beep. L'ultimo progetto dello studio fu la realizzazione delle sequenze animate, dirette da McKimson, per il film L'ammiraglio è uno strano pesce (1964). Con lo studio chiuso, la Hal Seeger Productions di New York deve essere contattata per produrre le sigle di The Porky Pig Show, che debutta sulla ABC nel 1964. Questo segnò una delle prime volte in cui i personaggi Looney Tunes furono animati al di fuori della zona di Los Angeles.

### 1964-1967: DePatie-Freleng Enterprises e Format Productions
Nel 1963 David H. DePatie e Friz Freleng fondano la DePatie-Freleng Enterprises e prendono in affitto il vecchio studio della Warner Bros. Cartoons come loro quartier generale. L'anno successivo la Warner mette sotto contratto la DePatie-Freleng per produrre altre Looney Tunes e Merrie Melodies, un accordo che dura fino al 1967. La stragrande maggioranza di questi corti vedono Daffy Duck contro Speedy Gonzales, e dopo un paio di cartoni iniziali diretti da Freleng, Robert McKimson viene assunto per dirigere la maggior parte dei restanti.
Oltre ai cartoni DePatie-Freleng, una serie di nuovi cortometraggi con Wile E. Coyote e Beep Beep è commissionata a uno studio di animazione indipendente, la Format Productions di Herbert Klynn. Il veterano animatore Warner Rudy Larriva, che ha lavorato per anni sotto il creatore dei personaggi Chuck Jones, assunse i compiti di regia per questi film, che tuttavia vengono solitamente considerati mediocri. Anche McKimson dirige altri due cortometraggi sui due personaggi con la squadra principale della DePatie-Freleng, che sono più apprezzati dei lavori di Larriva.
Nel 1967 la Warner Bros. porta la produzione nuovamente a casa propria. Il contratto con la DePatie-Freleng viene rescisso (in seguito traslocano in nuovi studi nella San Fernando Valley), e la Format viene incaricata di produrre tre corti "tampone" con Daffy e Speedy (nuovamente diretti da Larriva) per colmare il divario fino al pieno funzionamento dello studio Warner Bros.

### 1967-1969: Warner Bros.-Seven Arts Animation
La nuova Warner Bros.-Seven Arts Animation viene guidata dal dirigente William L. Hendricks, che dopo aver cercato inutilmente di attirare Robert Clampett fuori dal pensionamento, assume l'ex animatore di Walter Lantz Productions e Hanna-Barbera Alex Lovy come regista del nuovo studio. Lui porta il suo collaboratore di lunga data Laverne Harding come capo animatore, oltre a Volus Jones come animatore ed Ed Solomon come assistente (entrambi ex della Disney), il che contribuisce a fare dei cartoni animati di questa epoca dello studio delle opere stilisticamente molto diverse da quelle dell'"età d'oro". Lovy porta con sé anche l'animatore Ted Bonnicksen e l'artista del layout Bob Givens, entrambi veterani dello studio originale. La Warner Bros. viene acquisita dalla Seven Arts Productions, e la società prende il nome di Warner Bros.-Seven Arts.
Inizialmente la nuova squadra di Lovy produce altri cartoni di Daffy e Speedy, ma presto si mette a creare nuovi personaggi come Cool Cat e il topo Merlino, e anche lavori sperimentali occasionali come Norman Normal (1968). Nonostante quest'ultimo si riveli un cult, i cartoni di Lovy non sono ben accolti, e sono spesso considerati tra i peggiori mai prodotti dallo studio.
Dopo un anno, Alex Lovy ritorna alla Hanna-Barbera, e Robert McKimson viene riportato allo studio. Si concentra sull'uso dei personaggi che Lovy ha già creato (e due di sua creazione: Bunny e Claude). I personaggi classici dello studio appaiono solo nelle pubblicità (come per la Plymouth Road Runner) e nei bumper per i programmi di cartoni animati. I film di McKimson dell'epoca hanno un umorismo più orientato agli adulti di quelli di Lovy. Nel 1969 la Warner sospende la produzione di tutti i suoi cortometraggi e viene acquisita dalla Kinney National Company. Il catalogo di corti Looney Tunes e Merrie Melodies resterà un materiale popolare per la Warner Bros. Television fino agli anni 2000, quando essa riacquisterà i corti pre-1948 venduti alla A.A.P. nel 1956.

### Dal 1976 a oggi

Il logo della Warner Animation Group.

Nel 1976 Chuck Jones inizia a produrre una serie di special televisivi sui Looney Tunes al suo studio di animazione, il primo dei quali è Carnival of the Animals. Questi speciali, e un film documentario retrospettivo intitolato Bugs Bunny Superstar (1975), portano Jones a produrre il film d'animazione Super Bunny in orbita! per la Warner Bros. nel 1979. Il film fonde cortometraggi classici Looney Tunes e Merrie Melodies con nuove sequenze di raccordo in cui Bugs Bunny presenta ogni cartone animato. La Warner Bros. risponde al successo di questo film ristabilendo il proprio studio di animazione.
La Warner Bros. Animation riapre le sue porte nel 1980 per produrre film antologici e special televisivi con protagonisti i personaggi Looney Tunes. Il capo iniziale dello studio è Hal Geer, già montatore degli effetti sonori negli ultimi giorni dello studio originale, e viene presto raggiunto da Friz Freleng, che ha già lasciato la DePatie-Freleng (divenuta Marvel Productions dopo essere stata venduta alla Marvel Entertainment) ed ora torna alla Warner come produttore esecutivo. Prima di lasciare la DFE, Freleng produce nuove animazioni per Looney, Looney, Looney Bugs Bunny Movie (1981). Le nuove sequenze di raccordo per Le 1001 favole di Bugs Bunny (1982) e Daffy Duck e l'isola fantastica (1983) sono prodotte da un nuovo staff della Warner Bros. Animation, composto principalmente da veterani del periodo d'oro dei cartoni WB, tra cui gli sceneggiatori John Dunn e David Detiege.
Nel 1986 Freleng se ne va, e anche Hal Geer si dimette l'anno successivo. Geer viene brevemente sostituito da Steven S. Greene, che a sua volta lascerà il posto all'ex segretaria di Freleng Kathleen Helppie-Shipley, che guiderà un grande rilancio del marchio Looney Tunes negli anni che seguirono. Lo studio continua la produzione di progetti speciali con protagonisti i personaggi Looney Tunes, producendo sporadicamente nuovi cortometraggi per il cinema come Il paperesorcista (1987), La notte del papero vivente (1988), Un biglietto per il cinema (1990) e Casablanca Bugs (1995). Molti di questi cortometraggi, con le nuove sequenze del film antologico Daffy Duck's Quackbusters - Agenzia acchiappafantasmi (che include i primi due), sono diretti da Greg Ford e Terry Lennon, così come Darrell Van Citters.
La Time Warner, proprietaria dell'azienda, si fonde con la Turner Entertainment nel 1996, riacquisendo i diritti sui cartoni Looney Tunes e Merrie Melodies precedenti al 1948, ed inglobando due ulteriori studi di animazione: Turner Feature Animation e Hanna-Barbera.
La Turner Feature Animation diventa Warner Bros. Feature Animation (una società specializzata in effetti speciali per i film in tecnica mista), mentre la Hanna-Barbera viene assorbita più lentamente, completandosi solo alla morte di William Hanna, nel 2001. Dopo di ciò la Warner Bros. Animation prende in mano i diritti sulla produzione Hanna-Barbera, iniziando a riportare in auge Tom & Jerry, mediante la produzione di pellicole in direct-to-video, e Scooby-Doo, omaggiato dalla produzione di diverse pellicole in direct-to-video e due serie animate: What's New, Scooby-Doo?, e Shaggy & Scooby-Doo Get a Clue!.
La produzione delle serie di Hanna-Barbera per Cartoon Network (già proprietà della Turner) prima della fusione con la Turner Entertainment, è ora affidata ai Cartoon Network Studios, una società sorella della Warner Bros. Animation. Dal 2007 lo studio si vede ridursi, con la chiusura dello Sherman Oaks studio e lo spostamento al Warner Bros. Ranch di Burbank, California.
Per aumentare la presenza di contenuti online, viene annunciato il lancio di un uovo sito web: "T-works", previsto entro la primavera del 2008, contiene giochi, mondi virtuali ed episodi di vecchi cartoni animati.

## Filmografia

### Looney Tunes
- Bugs Bunny Superstar (1975)
- Super Bunny in orbita! (1979)
- Looney, Looney, Looney Bugs Bunny Movie (1981)
- Le 1001 favole di Bugs Bunny (1982)
- Daffy Duck e l'isola fantastica (1983)
- Daffy Duck's Quackbusters - Agenzia acchiappafantasmi (1988)
- Space Jam (1996)
- Titti turista tuttofare (2000)
- Looney Tunes: Back in Action (2003)
- Looney Tunes: Canto di Natale (2006)
- Looney Tunes: Due conigli nel mirino (2015)
- Space Jam: New Legends (Space Jam: A New Legacy), regia di Malcolm D. Lee (2021)
- Re Titti (2022)
- Taz: Alla ricerca dell'hamburger (2023)
- Un'avventura spaziale - Un film dei Looney Tunes, regia di Pete Browngardt (2024)

### Lungometraggi
- Rover e Daisy (Rover Dangerfield) (1991)
- Thumbelina - Pollicina (Thumbelina) (1994) (salvo poi essere distribuito dalla 20th Century Fox Animation a partire dal 2002)
- Le avventure di Stanley (A Troll in Central Park) (1994)
- In Viaggio con Pippo (A Goofy Movie) (1995)
- Cats Don't Dance (1997)
- La Banda del Rock I Musicanti di Brema (The Fearless Four) (1997)
- Pocahontas 2 Viaggio nel Nuovo Mondo (Pocahontas 2 Journey to the New World) (1998)
- Il Re Leone 2 Il Regno di Simba (The Lion King 2 Simba's Pride) (1998)
- La spada magica - Alla ricerca di Camelot (Quest for Camelot) (1998)
- Il gigante di ferro (The Iron Giant) (1999)
- Topolino e la Magia del Natale (Mickey's Once Upon a Christmas) (1999)
- Il Re ed Io (The King and I) (1999)
- T Come Tigro e tutti gli amici di Winnie the Pooh (The Tigger Movie) (2000)
- Pokèmon il Film Mew contro Mewtwo (2000)
- Estremamente Pippo (An Extremely Goofy Movie) (2000)
- Pokèmon 2 La Forza di Uno (2000)
- La Sirenetta 2 Ritorno agli Abissi (The Little Mermaid 2 Return to the Sea) (2000)
- Pokèmon 3 L'incantesimo degli Unown (2001)
- Lilli e il Vagabondo 2 Il Cucciolo Ribelle (Lady and the Tramp 2 Scamp Adventure) (2001)
- Osmosis Jones (2001)
- Come Cani & Gatti (Dogs & Kats) 2001
- Le Superchicche - Il film (The Powerpuff Girls: The Movie) (2002)
- Kangaroo Jack (2003)
- Polar Express (2004)
- iLa Fabbrica di Cioccolato (Charlie and the Chocolate Factory) (2005)
- La Sposa Cadavere (Corpse Bride) (2005)
- Ant Bully - Una vita da formica (The Ant Bully) (2006)
- Happy Feet (2006)
- Nel paese delle creature selvagge (Where the Wild Things Are) (2009)
- Il regno di Ga'Hoole - La leggenda dei guardiani (Legend of the Guardians: The Owls of Ga'Hoole) (2010)
- Cani & Gatti La Vendetta di Kitty (Dogs & Kats The Kitty's Evil) 2010
- L'orso Yoghi (Yoghy Bear) (2010)
- Happy Feet 2 (2011)
- The LEGO Movie (2014)
- Cicogne in missione (Storks) (2016)
- LEGO Batman - Il film (The LEGO Batman Movie) (2017)
- LEGO Ninjago - Il film (The LEGO Ninjago Movie) (2017)
- Teen Titans Go! Il film (Teen Titans Go! to the Movies) (2018)
- Smallfoot - Il mio amico delle nevi (Smallfoot) (2018)
- The LEGO Movie 2 - Una nuova avventura (The LEGO Movie 2: The Second Part) (2019)
- Scooby! (Scoob!) (2020)
- Tom & Jerry, regia di Tim Story (2021)
- DC League of Super-Pets, regia di Jared Stern e Sam Levin (2022)
- Il gatto col cappello (The Cat in the Hat), regia di Erica Rivinoja e Alessandro Carloni (2026)

### Direct-to-video

#### DC Comics
- Batman: La maschera del Fantasma (Batman: Mask of the Phantasm) 1993
- Superman - L'ultimo figlio di Krypton (Superman: The Last Son of Krypton) (1996)
- Batman e Superman: i due supereroi (Batman & Superman: The Movie) (1998)
- Batman & Mr. Freeze: SubZero 1998
- Batman of the Future: Il ritorno del Joker (Batman Beyond: Return of the Joker) 2000
- Batman: Il mistero di Batwoman (Batman: Mystery of the Batwoman) 2003
- Batman contro Dracula (The Batman vs Dracula) 2005
- Superman: Attacco ai cervelli 2006
- Teen Titans: Pericolo a Tokyo 2007
- Superman: Il giorno della condanna 2007
- Justice League: La nuova frontiera 2008
- Superman/Batman: Nemici pubblici (Superman/Batman: Public Enemies) 2009
- Wonder Woman 2009
- Lanterna Verde - Prima missione (Green Lantern: First Flight) 2009

#### Scooby Doo
- Scooby-Doo e l'isola degli zombie (Scooby-Doo on Zombie Island) 1998
- Scooby-Doo e il fantasma della strega (Scooby-Doo and the Witch's Ghost) 1999
- Scooby-Doo e gli invasori alieni (Scooby-Doo and the Alien Invaders) 2000
- Scooby-Doo e il viaggio nel tempo (Scooby-Doo and the Cyber Chase) 2001
- Scooby-Doo e la leggenda del vampiro (Scooby-Doo and the Legend of the Vampire) 2003
- Scooby-Doo e il terrore del Messico (Scooby-Doo and the Monster of Mexico) 2003
- Scooby-Doo e il mostro di Loch Ness (Scooby-Doo and the Loch Ness Monster) 2004
- Aloha, Scooby-Doo! (Scooby-Doo: Aloha Scooby-Doo!) 2005
- Scooby-Doo e la mummia maledetta (Scooby-Doo: Where's My Mummy?) 2005
- Scooby-Doo e i pirati dei Caraibi (Scooby-Doo Pirates Ahoy) 2006
- Stai fresco, Scooby-Doo! (Chill Out, Scooby-Doo!) 2007
- Scooby-Doo e il re dei Goblin (Scooby-Doo and the Goblin King) 2008
- Scooby-Doo e la spada del Samurai (Scooby-Doo and the Samurai Sword) 2009
- Scooby-Doo! Il mistero ha inizio (Scooby-Doo! The Mystery Begins) 2009
- Scooby-Doo Abracadabradoo (Scooby-Doo Abracadabra-Doo) 2010
- Scooby-Doo! Paura al campo estivo (Scooby-Doo Camp Scare) 2010
- Scooby-Doo! La maledizione del mostro del lago (Scooby-Doo! Curse of the Lake Monster) 2010
- Scooby-Doo e la leggenda del Fantosauro (Scooby-Doo! Legend of the Phantosaur) 2011
- Scooby-Doo! e il Festival dei vampiri (Scooby-Doo! Music of the Vampire) 2012
- Scooby-Doo! ed il mistero del circo (Big Top, Scooby Doo!) 2012
- Scooby-Doo e la maschera di Blue Falcon (Scooby Doo! Mask Of The Blue Falcon) 2013
- Scooby-Doo e il palcoscenico stregato (Scooby-Doo! Stage Fright) 2013
- Scooby-Doo! e il mistero del wrestling (Scooby-Doo Wrestlemania Mystery) 2014
- Scooby-Doo! Frankenstrizza (Scooby-Doo! FrankenCreepy) 2014
- Scooby-Doo! Crociera sulla Luna (Scooby-Doo! Moon Monster Madness) 2015
- Scooby-Doo e il mistero del Rock'n'Roll (Scooby-Doo! and Kiss Rock and Roll Mystery) 2015
- Scooby-Doo! Fantasmi a Hollywood (LEGO Scooby-Doo! Haunted Hollywood) 2016
- Scooby-Doo e la corsa dei mitici Wrestlers (Scooby-Doo! and WWE Curse Of The Speed Demon) 2016
- Scooby-Doo! Il fantasma del Ranch (Scooby-Doo! Shaggy's Showdown) 2017
- Scooby-Doo! Grande festa in spiaggia (LEGO Scooby-Doo! Blowout Beach Bash) 2017
- Scooby-Doo! & Batman: Il caso irrisolto (Scooby-Doo! & Batman: The Brave and the Bold) 2018
- Scooby-Doo! e il Fantasma Rosso (Scooby-Doo! and the Gourmet Ghost) 2018
- Scooby-Doo! e la maledizione del tredicesimo fantasma (Scooby-Doo! and the Curse of the 13th Ghost) 2019
- Scooby-Doo! incontra Leone il Cane Fifone (Scooby Doo meet Courage the Cowardly Dog) 2021

Tom & Jerry
- Tom & Jerry e L'Anello Incantato (Tom and Jerry The Magic Ring) 2001
- Tom & Jerry Rotta Su Marte (Tom and Jerry Blast of the Mars) 2005
- Tom & Jerry Fast & Furry 2005
- Tom & Jerry All'Arrembaggio (Tom and Jerry Shiver me Wiskers) 2006
- Tom & Jerry e la Favola dello Schiaccianoci (Tom and Jerry and the Tale of Nutcracker) 2007

#### Film televisivi
- Tiny Toon Adventures: Viva le vacanze (Tiny Toon Adventures: How I Spent My Vacation) 1992
- Tiny Toon Adventures: Vacanze di Pasqua (1994)
- Tiny Toon Adventures: Galleria di mostri (1995)
- Wakko's Wish 1999
- Kangaroo Jack: G'Day U.S.A.! 2004
- ¡Mucha Lucha!: Il ritorno di El Malefico 2005
- Il Signore degli Anelli - La guerra dei Rohirrim (The Lord of the Rings - The War of the Rorrhim), regia di Kenji Kamiyama (2024)

### Cortometraggi
- Una lepre a Las Vegas, con Bugs Bunny e Yosemite Sam 2004

### Serie televisive
- Superman (1988, in coproduzione con Ruby-Spears Productions, 13 episodi)
- Scuola di polizia (Police Academy, 1988-1989, coprodotta con Ruby-Spears Productions, 65 episodi)
- In che mondo stai Beetlejuice? (Beetlejuice, 1988, in coproduzione con Geffen Television e Nelvana, 109 episodi)
- I favolosi Tiny (Tiny Toon Adventures, 1990-1992, 100 episodi)
- Tazmania (Taz-Mania, 1991-1995, 65 episodi)
- Batman (Batman: The Animated Series, 1992-1995, 85 episodi)
- Animaniacs (1993-1998, 99 episodi)
- Mignolo e Prof. (Pinky and the Brain, 1995-1998, 65 + 13 episodi)
- Freakazoid (1995-1997, 24 episodi)
- I misteri di Silvestro e Titti (The Sylvester & Tweety Mysteries, 1995-2000, 53 episodi)
- Le avventure di Superman (Superman, 1996-2000, 54 episodi)
- Waynehead (1996-1997, in coproduzione con Nelvana)
- Road Rovers (1996-1997)
- Batman - cavaliere della notte (The New Batman Adventures, 1997-1999, 25 episodi)
- Histeria! (1998-2000)
- Pinky, Elmyra & the Brain (1998-1999)
- Detention (1999-2000)
- Batman of the Future (Batman Beyond) (1999-2001)
- Static Shock 2000
- The Zeta Project 2001
- Baby Looney Tunes (2001-2006, 52 episodi)
- Justice League (2001)
- Mucha Lucha (2002, 52 episodi)
- Ozzy & Drix 2002
- Le nuove avventure di Scooby Doo (What's New, Scooby-Doo?, 2002)
- 3-South 2002
- Teen Titans (2003, 65 episodi)
- Duck Dodgers (2003)
- Xiaolin Showdown (2003, 52 episodi)
- Justice League Unlimited (2004, 91 episodi)
- The Batman (2004, 65 episodi)
- Krypto the Superdog 2005
- Squadra Antincendio (Firehouse Tales) 2005
- Johnny Test 2005 (solo le prime due stagioni)
- Coconut Fred's Fruit Salad Island! 2005
- Loonatics Unleashed 2005-2007
- Tom & Jerry Tales 2006
- Shaggy e Scooby-Doo (Shaggy & Scooby-Doo Get a Clue!) 2006
- Legion of Super Heroes 2006
- Batman: The Brave and the Bold 2008
- Scooby-Doo! Mystery Incorporated 2010
- MAD 2010
- Young Justice 2010
- The Looney Tunes Show 2011
- Thundercats 2011
- Green Lantern: The Animated Series 2012
- Teen Titans Go! 2013
- Beware the Batman 2013
- The Tom and Jerry Show 2014
- Mike Tyson Mysteries 2014
- New Looney Tunes 2015
- Be Cool, Scooby-Doo! 2015
- Bunnicula 2016
- Teste calde bollenti (Right Now Kapow) 2016-2017
- Justice League Action 2016
- Dorothy e le meraviglie di Oz (Dorothy and the Wizard of Oz) 2017
- Wacky Races (reboot) 2017
- Unikitty! 2017
- DC Super Hero Girls 2019
- Scooby-Doo and Guess Who? 2019
- Green Eggs and Ham 2019
- Harley Quinn 2019
- Yabba-Dabba Dinosaurs 2020
- ThunderCats Roar 2020
- Looney Tunes Cartoons 2020
- Animaniacs 2020
- Tom & Jerry a New York (Tom and Jerry in New York) 2021
- Jellystone 2021
- Aquaman: King of Atlantis 2021
- Bugs Bunny costruzioni (Bugs Bunny Buliders) 2022
- Batwheels 2022
- Velma 2023-2024
- My Adventures with Superman 2023
- Gremlins 2023
- Tiny Toons Looniversity 2023
- Suicide Squad Isekai 2024
- Batman: Caped Crusader 2024